# Фрёнер, Вильгельм
Вильгельм Фрёнер (1834—1925) — французский археолог немецкого происхождения.
С 1862 года работал в Лувре, сначала в качестве научного сотрудника, затем — куратора. В сотрудничестве с ним Наполеон III написал «Histoire de Jules César». Член-корреспондент СПб. АН c 02.12.1877 по историко-филологическому отделению (разряд классической филологии и археологии).

## Труды
- «La Colonne Trajane décrite» (П., 1865),
- «Les Inscriptions grecques interprétées» (1865),
- «Tablettes grecques du musée de Marseille» (1868),
- «Les musées de France» (1872—73),
- «Mélanges d’épigraphe et d’arheologie» (1873),
- «La Verrerie antique» (1879),
- «Anatomie des vases antiques» (1880),
- «Les médaillons de l’empire romain» (1878),
- «F. de Saulcy» (1881),
- «Terres cuites d’Asie Mineure» (1881),
- «Kritische Analekten» (Гёттинген, 1881)